# Passagen (bok)
Passagen är en svensk dystopisk science fiction-konstbok från 2017 av Simon Stålenhag och utgiven av Fria Ligan. Den utspelar sig i ett alternativt 1990-tal och följer tonårsflickan Michelle, som tillsammans med sin robot åker på en resa genom sydvästra USA på jakt efter sin förlorade bror.
I slutet av 2017 köpte Bröderna Russo filmrättigheterna till boken. En film med samma namn som boken hade premiär på Netflix i mars 2025, med Millie Bobby Brown och Chris Pratt i huvudrollerna.
Boken finansierades av en gräsrotsfinansiering på Kickstarter som samlade in över 3 miljoner kronor.